# 浜松インターチェンジ
浜松インターチェンジ（はままつインターチェンジ）は、静岡県浜松市中央区の東名高速道路上にあるインターチェンジ。浜松市街・同市浜名区の最寄りインターチェンジである。
かつて一般道と料金所の接続道路は信号による交差点（袋井ICと同じ構造）であったが、平成に入ってからランプウェイができ、止まることなく流入出できる。

## 道路
- E1 東名高速道路（16番）

## 接続する道路
- 静岡県道65号浜松環状線（国道1号浜松バイパス・国道152号に接続）

## 歴史
- 1969年2月1日 : 静岡IC - 岡崎IC開通に伴い開設。

## 料金所
- ブース数 : 10

### 入口
- ブース数 : 3
  - ETC専用 : 1
  - ETC/一般 : 1
  - 一般 : 1

### 出口
- ブース数 : 7
  - ETC専用 : 2
  - 一般 : 2
  - 休止中 : 3

## 周辺
インターチェンジ周辺であることから運送会社や倉庫会社の拠点が多く、住宅は少ない。
- 浜松市総合産業展示館
- 浜松市東行政センター
- 浜松市地場産業振興センター
- 浜松トラックステーション
- 浜松駅
- 浜松城
- 中田島砂丘

なお、静岡方面から豊橋・渥美半島方面へは、豊川IC利用よりも浜松IC - 国道1号（浜松バイパス - 浜名バイパス - 潮見バイパス） - 国道23号（豊橋東バイパス - 豊橋バイパス、豊橋市内へ）、国道42号（渥美半島へ）経由の方が早く着ける場合がある。

## 隣
E1 東名高速道路
(15-1)磐田IC - (15-2)遠州豊田PA/スマートIC - (16)浜松IC - (16-1)三方原PA/スマートIC - (16-2)浜松西IC

## 備考
以前の本線出口標識の表記は、上り線は磐田IC開通までは浜松 磐田、下り線は1980年代中期頃までは浜松　舞阪であった。 

## 浜松インター駐車場
浜松インター駐車場（はままつインターちゅうしゃじょう）は、遠州鉄道（遠鉄バス）および共同運行会社が運行する都市間高速バスのバス停留所である。浜松市中央区白鳥町に位置し、浜松IC南東の東区役所や総合産業展示館の東側に所在する。
パークアンドライド対応で、バス停・待合室に隣接する第1駐車場とその南方にある第2駐車場（旧：バンビツアー専用駐車場）が存在している。両方とも予約制（無料）で最大10日間の利用が可能。

### 隣接のバス停
- 横浜イーライナー（東名御殿場・YCAT以遠のみ乗車可）

（篠ヶ瀬） - 浜松IC駐車場 - （磐田IC駐車場）
- 渋谷・新宿イーライナー/渋谷・新宿ライナー浜松号（東名江田以遠のみ乗車可）

（篠ヶ瀬） - 浜松IC駐車場 - 東名江田

### 乗り換え
最寄りバス停は遠鉄バス 78他 蒲線の産業展示館バス停もしくは産業展示館東バス停となる。

## 浜松インターバスストップ
浜松インターバスストップ（はままつインターバスストップ）は、浜松市中央区流通元町の静岡県道65号浜松環状線上に所在するバス停留所である。東京駅からの距離は246.1km。
2006年12月15日に開設された。旅客案内上では浜松インター（はままつインター）と呼ばれる。
東名ハイウェイバス（東京駅‐浜松駅系統）と夜行便のドリーム静岡・浜松号、京阪神ドリーム静岡号が停車する。
東京・関西方面へは乗車のみ、浜松駅行きと京阪神ドリーム静岡号の静岡駅行きは降車のみ取り扱う。当停留所から乗車する場合は予約できる。
前述した浜松インター駐車場とは場所が異なる上、パークアンドライドにも対応していない。

### 隣接のバス停
カッコ内の停留所との利用はできない。
- 東名ハイウェイバス（特急「東名ライナー」・東京駅－浜松駅）
  - （浜松駅） - 浜松インターBS - 磐田バスストップ（BS）
- ドリーム静岡・浜松号、京阪神ドリーム静岡号
  - （浜松駅） - 浜松インターBS - （袋井BS）

### 乗り換え
- 遠鉄バス
  - 78蒲線- 「産業展示館」バス停